# Klotiapina
Klotiapina – organiczny związek chemiczny, pochodna dibenzotiazepiny, stosowana jako lek przeciwpsychotyczny. Należy do klasycznych neuroleptyków (I generacji), jednak wykazuje pewne cechy neuroleptyków atypowych. Lek został wprowadzony do lecznictwa w latach 60. przez Wander Laboratories (obecnie Novartis). Autorzy przeglądu systematycznego badań klinicznych Cochrane Collaboration z 2004 roku uznali, że do tej pory nie przeprowadzono dobrze zaprojektowanych badań nad skutecznością klotiapiny w leczeniu ostrych zaburzeń psychotycznych.

## Mechanizm działania
Klotiapina jest antagonistą receptorów dopaminergicznych D4 i D2. Wykazuje też powinowactwo do receptorów serotoninergicznych 5HT2, 5HT3, 5HT6 i 5HT7, a stosunek zajęcia receptorów D2 do 5HT2 jest podobny jak dla klozapiny.

## Dawkowanie i preparaty
Lek dostępny jest w postaci tabletek 40 mg i iniekcji 10 mg (do stosowania domięśniowego i dożylnego). Dawkowanie w ostrych psychozach wynosi 120–200 (360) mg na dobę.
Lek dostępny jest obecnie w kilku krajach (w Argentynie, Belgii, Izraelu, Włoszech, Luksemburgu, RPA, Hiszpanii, Szwajcarii, Tajwanie). Po zniknięciu ochrony patentowej producent leku wycofał klotiapinę w Stanach Zjednoczonych, Wielkiej Brytanii i Francji, co może tłumaczyć brak dużych kontrolowanych badań klinicznych z jej udziałem. Preparaty handlowe:
- Deliton (Dainippon)
- Entumin (Novartis)
- Entumine (Sandoz, Sandoz-Wander)
- Etomine (Sandoz-Wander)
- Etumina (Novartis, Sandoz-Wander)
- Etumine (Sandoz)
- Psychoson (Sandoz-Wander)